# Pankrác (metrostation)
Pankrác is een station aan lijn C van de metro van Praag. Het station werd geopend op 9 mei 1974 en heette tot 1990 Mládežnická.
Letňany · Prosek · Střížkov · Ládví · Kobylisy · Nádraží Holešovice · Vltavská · Florenc · Hlavní nádraží · Muzeum · I. P. Pavlova · Vyšehrad · Pražského povstání · Pankrác · Budějovická · Kačerov · Roztyly · Chodov · Opatov · Háje